# Pseudodusa frattigianii
La pseudodusa (Pseudodusa frattigianii) è un crostaceo estinto, appartenente ai decapodi. Visse nel Giurassico superiore (Titoniano, circa 148 milioni di anni fa) e i suoi resti fossili sono stati ritrovati in Germania.

## Descrizione
Questo animale, affine agli attuali gamberi, possedeva un carapace liscio, con un rostro diretto anteriormente e dentellato, dotato anche di un dente ventrale. Le prime tre appendici toraciche (pereiopodi) erano dotate di chele; il terzo pereiopodo era estremamente allungato. Le dimensioni dell'animale non raggiungevano i 10 centimetri di lunghezza. Il rostro era dotato di sei dentelli sulla superficie dorsale e di un dente su quella ventrale, posizionato specularmente al dorsale più anteriore. Il carapace era subrettangolare, con una spina antennale larga. Le antenne erano lunghe almeno quanto il corpo e l'addome dell'animale. 

## Classificazione
Pseudodusa frattigianii venne descritto per la prima volta nel 2004, sulla base di alcuni fossili ritrovati nella zona di Solnhofen, in Baviera. Le affinità di questo animale vanno ricercate all'interno della famiglia dei peneidi, un gruppo di crostacei attualmente rappresentati da numerose forme dei mari caldi e tropicali. In particolare, Pseudodusa ricorda il genere Dusa, anch'esso del Giurassico superiore tedesco, ma se ne differenzia per alcune caratteristiche, tra le quali un rostro più robusto e dotato di un singolo dente ventrale, e alcune differenze nelle terminazioni del terzo pereiopode. I margini ventrali delle pleure addominali, inoltre, in Pseudodusa erano sprovviste di dentellatura. 